# Aphidius ohioensis
Aphidius ohioensis är en stekelart som beskrevs av Smith 1944. Aphidius ohioensis ingår i släktet Aphidius och familjen bracksteklar. Inga underarter finns listade i Catalogue of Life.